# Richard-Wagner-Straße (Leipzig)
Die Richard-Wagner-Straße (bis 1913 u. a. Theatergasse) ist eine Straße am Nordrand der Innenstadt von Leipzig. Sie wurde nach dem Komponisten Richard Wagner (1813–1883) benannt, dessen Geburtshaus am Brühl sich bis 1886 in der Nähe befunden hatte.

## Lage und Bebauung

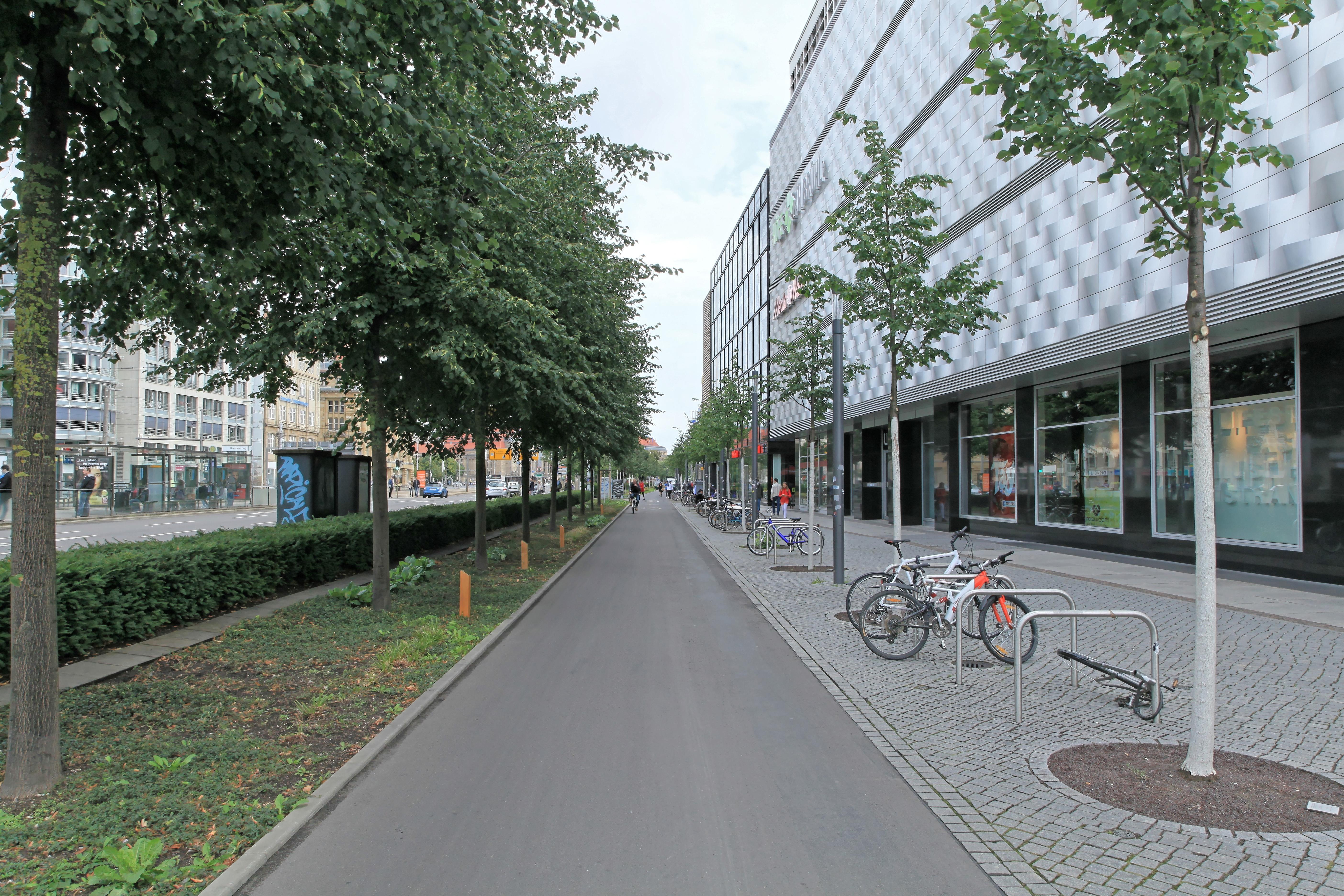
Als Fahrradstraße entlang der Höfe am Brühl. (2016)

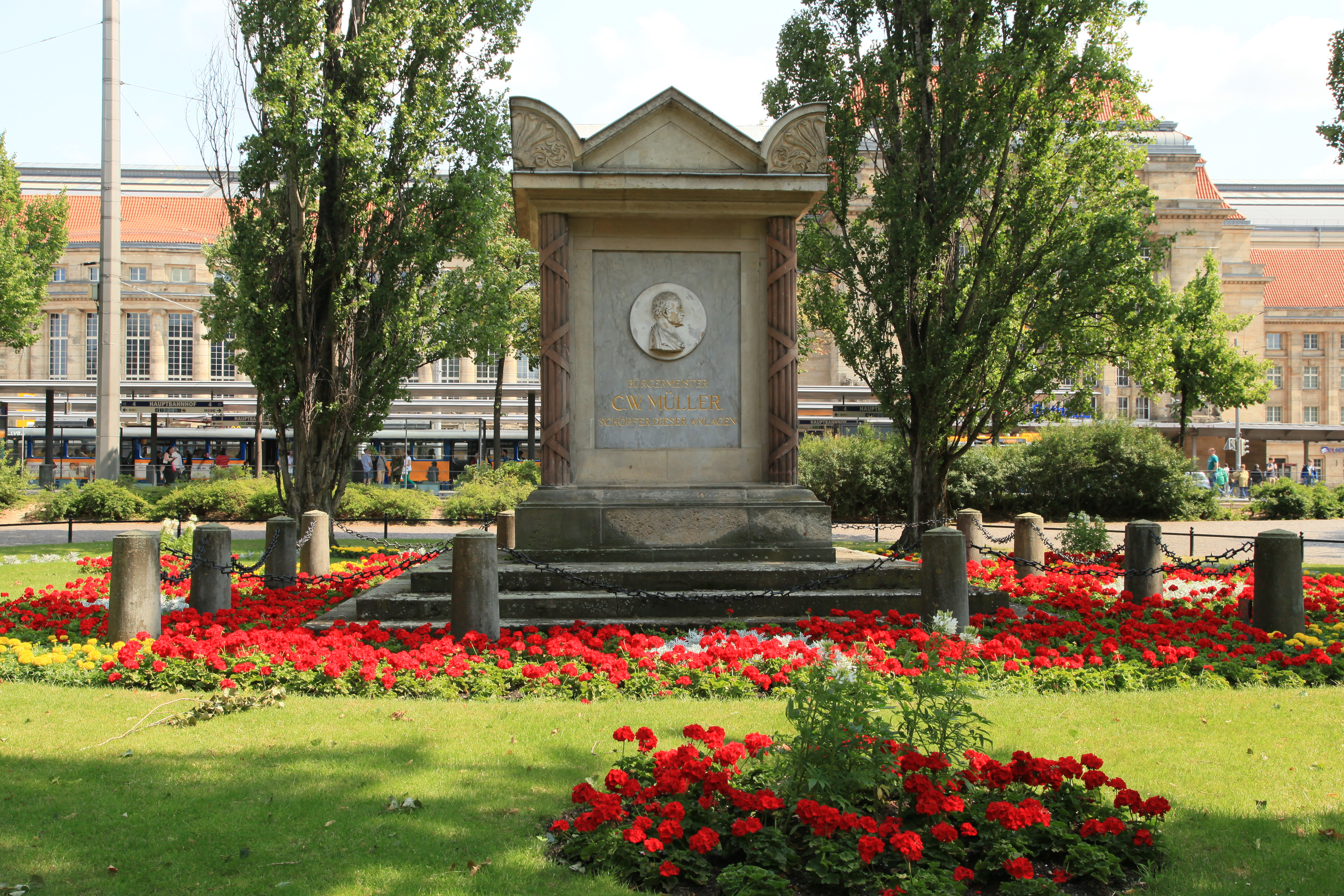
Bürgermeister-Müller-Denkmal (2016)

Die Richard-Wagner-Straße beginnt an der Goethestraße in der Nähe des Schwanenteichs und führt zunächst 250 Meter nach Nordwesten, bevor sie sich zwischen Nikolaistraße und Am Hallischen Tor nach Westen wendet. Während sie bis zu Am Hallischen Tor als Einbahnstraße mit Fußweg und Parkstreifen samt Haltestelle für Stadtrundfahrten geführt ist, ist sie ab hier entlang der Höfe am Brühl bis zum Richard-Wagner-Platz auf eine Fahrradstraße mit begleitendem Fußweg reduziert.
Die Richard-Wagner-Straße ist nur auf ihrer Südseite bebaut, und deshalb sind die Hausnummern dort fortlaufend vergeben. Auf ihrer Nordseite wird sie vom Innenstadtring begleitet, im westlichen Teil vom Tröndlinring und im östlichen vom Willy-Brandt-Platz. Während der Tröndlinring nur durch einen Grünstreifen getrennt ist, liegt zum Willy-Brandt-Platz vorm Hauptbahnhof ein breiterer Parkteil, die Müller-Anlage, mit dem Bürgermeister-Müller-Denkmal.
Die Gebäude an der Richard-Wagner-Straße sind zumeist nach der deutschen Wiedervereinigung entstanden, so die durch die Ritterpassage getrennten Geschäftshäuser Nr. 1 (mit dem Hotel Novotel) und Nr. 2/3, das Marriott-Hotel (Nr. 9) mit der Passage Brühl-Arkade sowie das Einkaufszentrum Höfe am Brühl (Nr. 11–15). Vom Beginn des 20. Jahrhunderts stammen das Seaside-Parkhotel (Nr. 7), das ihm gegenüberstehende, aber zur Nikolaistraße zählende  Harmelin-Haus sowie das Geschäftshaus Goldene Kugel (Nr. 10) mit dem Hotel Royal International an der Ecke Am Hallischen Tor. Die Gebäude Nr. 7 und Nr. 10 stehen unter Denkmalschutz.

## Geschichte
Bis ins erste Drittel des 18. Jahrhunderts bildete der Bereich der späteren Richard-Wagner-Straße die Stadtbefestigungsanlage des Hallischen Zwingers rechts und links des Hallischen Stadttors. Als dieses und die angrenzenden Mauern ab 1831 abgerissen wurden, bekamen die Grundstücke auf der Nordseite des Brühls zweite Zugänge, die straßenmäßig erschlossen wurden. Der neue Straßenzug erhielt 1839 in seinen drei Abschnitten von Osten beginnend die Namen Am unteren Park (ab 1865 Parkstraße) nach dem angrenzenden Teil des Promenadenrings, Plauenscher Platz nach dem am Brühl 23 gelegenen Plauenschen Hof und Theatergasse nach dem am Ende gelegenen Alten Theater. 1865 wurde der erste Abschnitt zur Parkstraße. 1913 zum hundertsten Geburtstag Wagners wurden die drei Teile zur Richard-Wagner-Straße zusammengefasst.
Bis 1868 blockierte das mitten auf der Theatergasse stehende, 1717/18 errichtete Reithaus die weitere Entwicklung und wurde deshalb abgerissen. Freier Zugang war unter anderem auch deshalb wichtig, da sich der Brühl ab Mitte des 19. Jahrhunderts zu einem wesentlichen Pelzhandelsplatz entwickelt hatte und der beidseitige Zugang zu den Durchgangsgrundstücken zwischen Brühl und Theatergasse erforderlich war.
1872 entstand im Karree Brühl-Goethestraße-Parkstraße der repräsentative Hauptsitz der Allgemeinen Deutschen Creditanstalt. Am westlichen Ende wurde 1908 zwischen Theatergasse und Brühl das Kaufhaus am Brühl eröffnet, das nach Kriegsschäden 1951 wieder in Betrieb ging, durch seine Aluminiumfassade 1968 zur „Blechbüchse“ wurde und nach Entkernung 2010 in die Höfe am Brühl einging.
Im Zweiten Weltkrieg wurde die Bebauung der Richard-Wagner-Straße fast vollständig zerstört. Nur die Nr. 10 erlitt geringe Schäden. Der Wiederaufbau kam nur langsam voran. Am östlichen Ende wurde 1964 das Hotel Stadt Leipzig eröffnet, ein achtgeschossiger Plattenbau für 570 Gäste mit Stadtrestaurant und Konzertcafé, das 1994 zugunsten der jetzigen Bebauung abgerissen wurde. In den 1960er Jahren wurden im Anschluss an das Kaufhaus zwischen Richard-Wagner-Straße und Brühl drei zehngeschossige Wohnscheiben in Plattenbauweise mit dazwischenliegenden Flachtrakten für Handelseinrichtungen errichtet. Sie wurden ab Herbst 2007 für die Höfe am Brühl abgerissen.

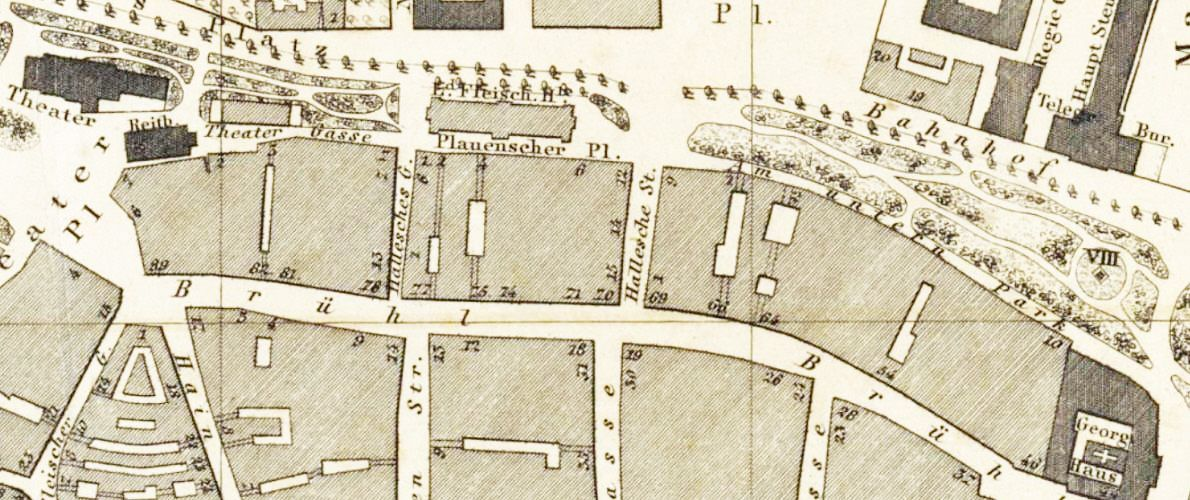
Nordrand der Leipziger Innenstadt 1864
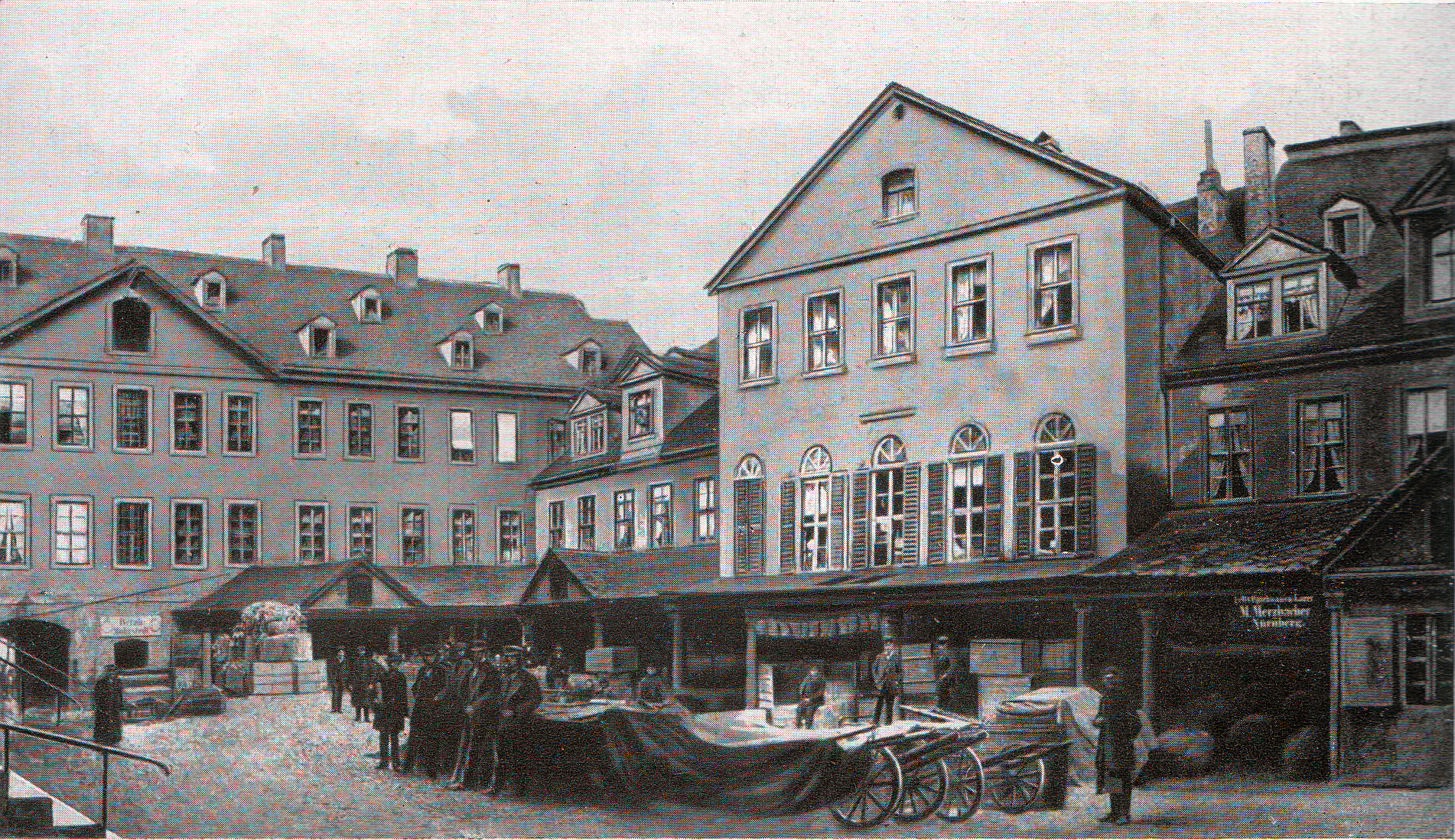
Pelzhandelshaus Krafts Hof zwischen Brühl und Am unteren Park (um 1860)
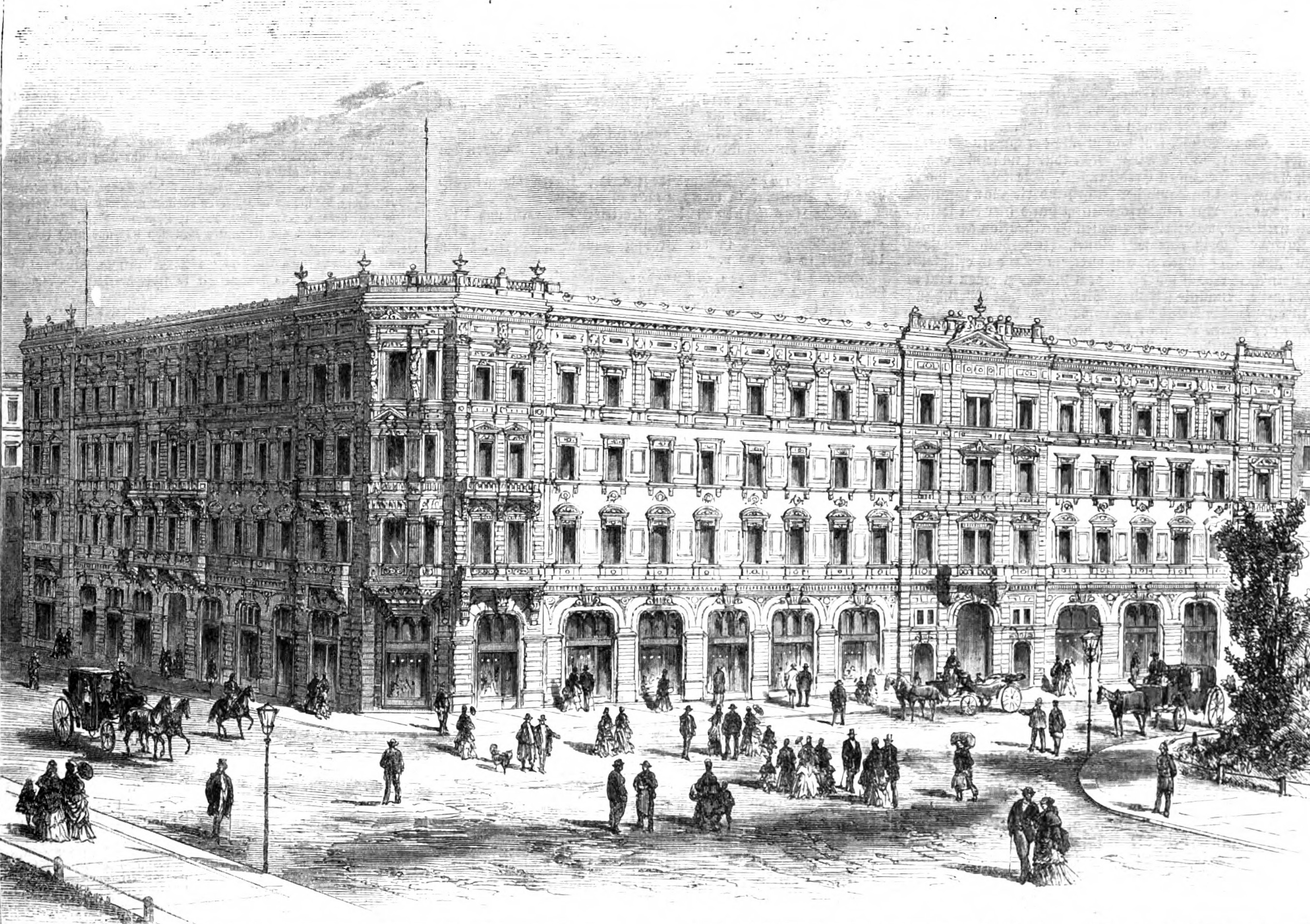
Hauptverwaltung der Allgemeinen Deutschen Credit-Anstalt (1874)
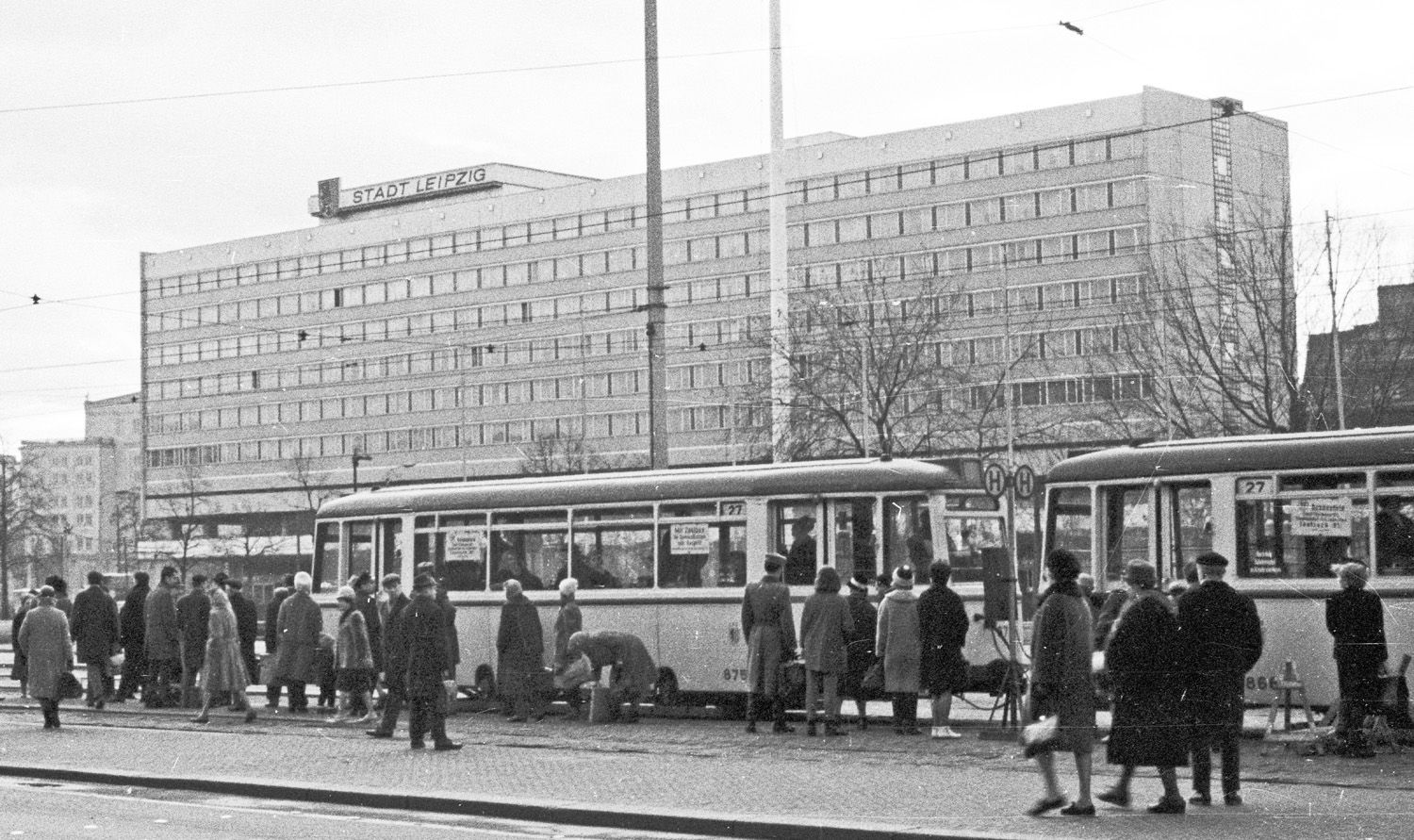
Hotel Stadt Leipzig vom Bahnhofsvorplatz aus (1965)
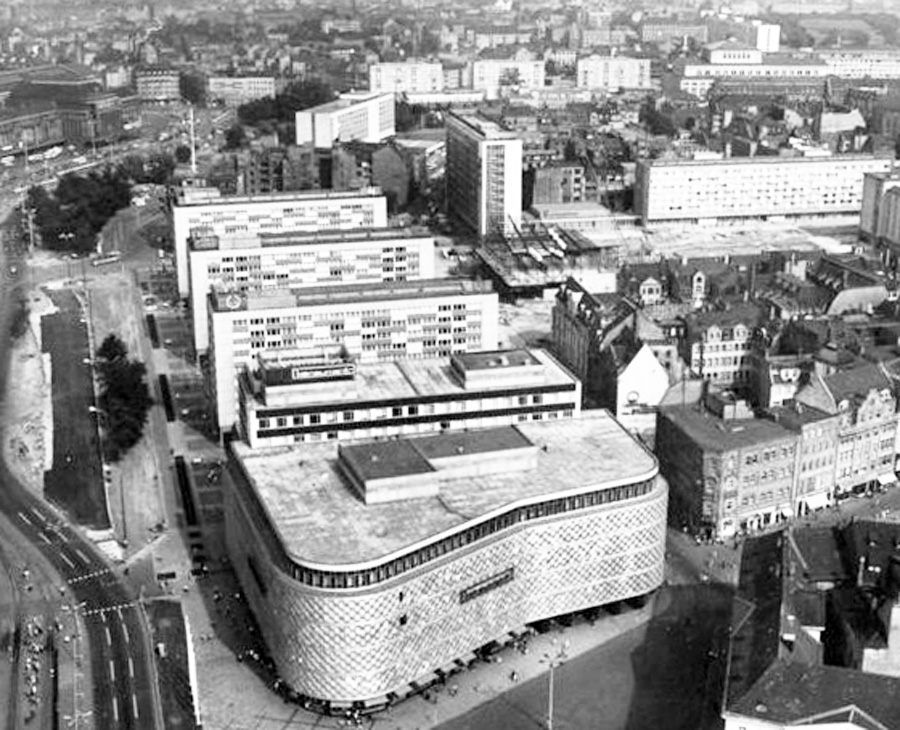
Kaufhaus und drei Wohnscheiben (1969)